# قصيدة في القدس
قصيدة في القدس للشاعر تميم البرغوثي، اعتبرها جمهور كبير وعدد من المتخصصين من أروع ما قيل في الشعر العربي الحديث عن القدس؛ المدينة العتيقة والعريقة وقبتها الذهبية ومسجدها الأقصى. وقد ألقاها الشاعر الفلسطيني تميم البرغوثي الذي يلقب بشاعر القدس والزيتون من خلال برنامج أمير الشعراء الذي أذيع على قناة أبوظبي الفضائية بدعم ورعاية هيئة أبوظبي للأدب والتراث.

## كتابة القصيدة
كتبها الشاعر الفلسطيني تميم البرغوثي في لحظة من المشاعر الصادقة الجارفة من حزن وهم ألمت به بعدما لم تسمح له قوات الاحتلال الإسرائيلية بدخول المدينة والمسجد الأقصى لأداء صلاة الجمعة وذلك لصغر سنه حيث كان يبلغ من العمر سبعة وعشرين عاما وكانت قوات الاحتلال الإسرائيلية لا تسمح لمن هم أعمارهم أقل من 35 عاما بدخول الأقصى في ذلك الوقت، وعاد إلى رام الله مكان إقامته حزينا وكتب القصيدة ونشرتها إحدى المجلات الأردنية ولم ينتبه إليها أحد في ذلك الوقت فقد كانت قصيدة مغمورة.
يذكر أن الشاعر تميم كان يعاني من وضع نفسي مؤثر وذلك بعد أن طردته الحكومة المصرية من أراضيها وقد ألف ديوانا كاملا باللهجة المصرية بعنوان (قالو لي بتحب مصر قلت مش عارف) تأثرا بهذه الحادثة.

## القصيدة
مطلع القصيدة:
| قصيدة في القدس | مَرَرْنا عَلــى دارِ الحبيب فرَدَّناعَنِ الدارِ قانونُ الأعادي وسورُهافَقُلْتُ لنفســي رُبما هِيَ نِعْمَةٌفماذا تَرَى في القدسِ حينَ تَزُورُهاتَرَى كُلَّ ما لا تستطيعُ احتِمالَهُإذا ما بَدَتْ من جَانِبِ الدَّرْبِ دورُهاوما كلُّ نفسٍ حينَ تَلْقَى حَبِيبَهاتُـسَرُّ ولا كُلُّ الغـِيابِ يُضِيرُهافإن سـرَّها قبلَ الفِراقِ لِقاؤُهفليسَ بمأمـونٍ عليها سـرُورُهامتى تُبْصِرِ القدسَ العتيقةَ مَرَّةًفسوفَ تراها العَيْنُ حَيْثُ تُدِيرُها | قصيدة في القدس |

## ظاهرة في القدس
تحولت قصيدة في القدس إلى ظاهرة ملفته للنظر، وأصبحت شغلا شاغلا للنقاد في فترة تلت إلقاء تميم البرغوثي للقصيدة في برنامج أمير الشعراء.
بعض النقاد وصفها بأنها تستحق أن تدرس في المناهج التعليمة والبعض وجد أنها كافية من أجل أن تكون مادة لكتابة قصص وروايات كاملة، والبعض الآخر وجد أنها كانت كفيلة بأن تعيد نوعا من التوازن للصراع العربي الإسرائيلي بل غالى البعض لدرجة أنهم اعتبروها كفيلة بأن تضع تميم البرغوثي في قائمة شعراء المقاومة الفلسطينيين بل وتجعله خليفة للشاعر الكبير محمود درويش.

## أفكار القصيدة وجوها العام
بداية القصيدة تصف زيارة الشاعر البائسة المخيبة للآمال للقدس .. وكيف لم يستطع أن يتجاوز قانون الأعداء وسور المدينة العالي.
ويحاول الشاعر أن يواسي نفسه باعتبار ذلك نعمة عليه لأنه قد منع من أن يرى مصائب ونكبات القدس التي لا يستطيع أن يغيرها أو يبدلها، وكذلك يذكر نفسه بأن القدس ستظل في العين مهما بعدت العين عنها.
ثم يبدأ الوصف للمدينة وكيف استطاعت اليد الأجنبية ذات السلطة والنفوذ أن تغير وجه المدينة ومعالمها، وهؤلاء الأجانب إن كانوا يسكنوا المدينة أو أتوها سياحاً، فهم لا يستطيعون أن يروا وجهها الحقيقي وهم يقومون بتشويه معالمها.

## تأثير القصيدة
وفي النهاية فقد كانت السبب في شهرة الشاعر تميم ومنحه لقب شاعر القدس والزيتون[بحاجة لمصدر] كما استطاعت أن تؤهله إلى المراحل النهائية من برنامج أمير الشعراء.
أضف إلى ذلك أنها قامت بتوحيد الجهازين الإعلاميين لحماس وفتح وبخاصة فضائية الأقصى وفضائية فلسطين وقامت كل منهما بالطلب من الجمهور التصويت لتميم في مسابقة أمير الشعراء.

## وصلات خارجية
- الموقع الرسمي للشاعر تميم نسخة محفوظة 16 أغسطس 2018 على موقع واي باك مشين.
- مقطع فيديو : تميم البرغوثي يُلقي قصيدة في القدس أثناء مشاركته في برنامج أمير الشعراء على تلفزيون أبو ظبي على يوتيوب